# Requin Chagrin
Requin Chagrin (с фр. — «Грустная акула») — французский музыкальный коллектив, созданный в 2015 году. Группа исполняет свои песни на французском языке в стиле дрим-поп, инди-поп, инди-рок и шугейзинг.

## Состав группы
- Марион Брунетто (фр. Marion Brunetto) — вокал, гитара
- Жозеф Дешам (фр. Joseph Deschamps) — бас
- Аксель Ле Рей (фр. Axel Le Rey) — ударные
- Гаэль Этьен (фр. Gaël Etienne) — гитара, клавишные

## История
У истоков основания группы стоит Марион Брунетто. Она родилась на юге Франции в городе Раматюэль (департамент Вар) в музыкальной семье. В 2008 году она переехала в Париж, чтобы обучаться живописи.
С 12 лет Брунетто играет на гитаре. Она затем освоила ударные, бас и клавишные. На музыкальном форуме она познакомилась с Лоиком Пуликеном (фр. Loïc Pouliquen), с которым основала группу Alphatra. Позже к коллективу присоединился Alexandre Herrou (бас) и Christophe Baduel (гитара). Группа дала свои первые концерты и выпустила дебютный альбом в рамках музыкальной ассоциации La Souterraine. Брунетто также играла в группе Les Guillotines.
В 2015 году Марион Брунетто основала группу Requin Chagrin. Группа получила своё название от тотемного животного Брунетто, с которым она себя ассоциировала — бурая короткошипая акула, небольшая акула, обитающая в Средиземном море (по-французски этот вид акул Centrophorus granulosus называется Requin chagrin). Почти все песни из репертуара группы Брунетто писала сама. Кроме неё группу основали Грегуар Каньат (фр. Grégoire Cagnat) (бас), Йоханн Деди (фр. Yohann Dedy) (клавишные) и Ромен Мерсье-Балаз (фр. Romain Mercier-Balaz) (ударные). Коллектив играл в жанре Lo-Fi, музыка намеренно исполнялась неаккуратно и отрывисто.
Одним из знаковых произведений группы является её сингл «Adélaide» с дебютного альбома «Requin chagrin» (2015). В ней заметно влияние группы «Indochine», в которую Брунетто влюбилась будучи ещё подростком. Молодая группа часто играла на фестивалях, таких как La Route du Rock и Rencontres Trans Musicales в Рене, а также анонимно посещала концерты своего кумира Nicola Sirkis, гитариста и фронтмена группы «Indochine».
Вскоре после этого Requin Chagrin подписали контракт с лейблом KMS Disques, который основал Nicola Sirkis. Группу также пригласили играть на разогреве у Indochine (17 концертов) — первое шоу тура состоялось 10 февраля 2018 года в Эперне, а самым ярким событием тура стал концерт на арене «l’Hôtel Accord», который посетили 10 000 зрителей.
Среди других групп, оказавших влияние на творчество Requin Chagrin — The Cure, La Femme, Étienne Daho, Cigarettes After Sex.
Второй альбом группы «Sémaphore» вышел в 2019 году. На записи Брунетто играет на всех инструментах самостоятельно. Она записывала музыку на старый кассетный магнитофон, чтобы добиться простого звучания, а также чтобы сохранить «аналоговое зерно» на записи. Потом она заменила кассеты на плёнку. Бено Давид (фр. Benoît David) записал вокальную партию для песни «Croisades et Nuit».
На смотря на то, что Брунетто сама сыграла все композиции на альбоме, на сцене она выступает квартетом и сама только играет на гитаре и исполняет вокальные партии.
9 апреля 2021 года на лейбле «KMS Disques» вышел третий альбом группы под названием «Bye Bye Baby». Марион Брунетто отписывает его как «более тёплый и ориентированный на далёкие горизонты». Французский художник и иллюстратор Гай Биллу стал автором графической работы, украшающей обложку диска. Альбом был написан во время пандемии COVID-19 и первого локдауна (до августа 2020 года), а записан на ICP Studios в Брюсселе. Над альбомом работал британский звукорежиссёр Эш Уоркман (англ. Ash Workman), который сотрудничал с Christine and the Queens, Metronomy и Veronica Falls, а также швейцарский продюсер Chab (сотрудничал с Daft Punk, Air, SebastiAn). Аранжировки на этом диске похожи на предыдущий альбом группы. Гаэль Этьен (фр. Gaël Étienne) записал партии клавишных и перкуссию на бубнах для пяти композиций. Реми Парсон (фр. Rémi Parson) записал вокал для песни «Nuit B».
19 марта 2021 года Requin Chagrin стала первой группой, сыгравшей часовой концерт из 11 песен в серии выступлений французских артистов Arte Open Stage в парижском клубе «Petit Bain». Концерт записан и транслировался французским телеканалом Arte.
25 марта 2022 года вышел новый сингл «Aujourd'hui, demain». Трек Брунетто записала совместно с Angy Laperdrix, а спродюсировала совместно с Chab.
В сентябре 2024 года французская группа Indochine выпустила очередной студийный альбом Babel Babel, в который вошла песня «Girlfriend», исполненная совместно с Марион Брунетто. Альбом вышел в цифровом формате и на 12" виниле. Альбом на виниле вышел на трёх пластинках; дуэт с Брунетто записан на 3-й пластинке, сторона E, трек 1.

## Дискография

### Альбомы
- Requin chagrin (2015)
- Sémaphore (2019)
- Bye Bye Baby (2021)

### Синглы
- «Adélaïde» (2014)
- «Rose» (2015)
- «Le Chagrin» (2015)
- «RC» (2017)
- «Mauvais présage» (2018)
- «Sémaphore» (2018)
- «Rivières» (2019)
- «Déjà vu» (2021)
- «Fou» (2021)
- «Bye Bye Baby» (2021)
- «Aujourd’hui, demain» (2022)
- «Crush» (feat. Анаис Демустье) (2022)